# أوجار مارت زيبيك
أوجار مارت زيبيك (بالتركية: Uygar Mert Zeybek)‏ (4 يونيو 1995 ببورصة في تركيا - ) هو لاعب كرة قدم تركي في مركز الوسط. شارك مع منتخب تركيا تحت 17 سنة لكرة القدم ومنتخب تركيا تحت 21 سنة لكرة القدم. أما مع النوادي، فقد لعب مع نادي فنربخشة وFenerbahçe S.K. U21 ‏.

## وصلات خارجية
- أوجار مارت زيبيك على موقع اتحاد تركيا (لاعب) (الإنجليزية)
- أوجار مارت زيبيك على موقع قاعدة بيانات كرة القدم.إي يو (الإنجليزية)
- أوجار مارت زيبيك على موقع Soccerway.com (الإنجليزية)
- أوجار مارت زيبيك على موقع عالم كرة القدم.نت (الإنجليزية)
- أوجار مارت زيبيك على موقع AS.com (الإسبانية)